# Ретрофлексный одноударный согласный
Ретрофлексный одноударный согласный — тип согласного звука, используемый в некоторых языках мира.

## Характеристика звука
- Место образования: ретрофлексные
- Способ артикуляции: одноударный
- Звонкий, сонант
- Пульмонический согласный

## Примеры
| Язык       | Язык                             | Слово   | МФА       | Значение                        | Примечания                                                                                     |
| ---------- | -------------------------------- | ------- | --------- | ------------------------------- | ---------------------------------------------------------------------------------------------- |
| Английский | Американский английский          | hurting | [ˈhɝɽɪŋ]  | «болезненный, причиняющий боль» | Интервокальный аллофон звуков /t/ и /d/ после гласного /ɝ/. См. Английская фонетика.           |
| Нгизим     | Нгизим                           | rə̀ptà   | [ɽ]ə̀ptà   | «открывать»                     |                                                                                                |
| Непали     | Непали                           | भाड़ा      | [bʱaɽa]   |                                 |                                                                                                |
| Норвежский | Восточные и центральные диалекты | blad    | [bɽɑː]    | «лист», «лезвие»                | Аллофон ɭ (Норвежская фонология).                                                              |
| Норвежский | Восточные и центральные диалекты | bord    | [buːɽ]    | «доска», «стол»                 | Аллофон r (Норвежская фонология).                                                              |
| Панджаби   | Панджаби                         | ਘੋੜਾ      | [kòːɽɑ̀ː]  | «лошадь»                        |                                                                                                |
| Урду       | Урду                             | بڑا     | [bəɽɑː]   | «большой»                       | Представлен символом <ڑ>. В языке противопоставляются придыхательные и непридыхательные формы. |
| Хауса      | Хауса                            | bara /? | [bəɽa]    | «слуга»                         | Представлен в арабском алфавите символом <ر>.                                                  |
| Хинди      | Хинди                            | बड़ा      | [bəɽɑː]   | «большой»                       | Представлен символом <ड़>. В языке противопоставляются придыхательные и непридыхательные формы. |
| Шведский   | Некоторые диалекты               | blad    | [bɽɑː(d)] | «лист»                          | Аллофон l (Шведская фонология).                                                                |
| Энга       | Энга                             | yála    | [jɑɽɑ]    | «стыд»                          |                                                                                                |
| Армянский  | Армянский                        | րոպե    | [ɽope]    | «минута»                        |                                                                                                |